# D & S Automobile
D & S Automobile Day & Shepherd, zuvor D & S Automobile und Shepherd Tuning – Auto-Service-Center Charles Shepherd, ist ein Autohaus und war ein deutscher Hersteller von Automobilen.

## Unternehmensgeschichte
Das Unternehmen Shepherd Tuning – Auto-Service-Center Charles Shepherd wurde 1982 in Neusäß-Hammel zur Produktion von Automobilen gegründet. Der Markenname lautete D & S. 1991 wurde daraus D & S Automobile, wobei D für Diana Day und S für Charles Shepherd stand. Später erfolgte eine Umbenennung in D & S Automobile Day & Shepherd und der Umzug nach Affing. Die Automobilproduktion endete zum Jahresende 2001, ebenso wurde zu diesem Zeitpunkt das Autohaus geschlossen.

## Fahrzeuge
Das Unternehmen stellte Replikas her. Anfänglich wurden Fahrgestelle vom VW Käfer verwendet. Später stellte der Pontiac Fiero die Basis dar. Zur Wahl standen V6-Motoren von Pontiac und V8-Motoren von Chevrolet. Im Angebot standen die Modelle Pegasus als Nachbau des Ferrari 308, Mirage III als Nachbau des Ferrari 328, Marossa als Nachbau des Ferrari Testarossa sowie Corson Spider und Corson Coupé als Nachbauten des Ferrari 512 BB. Das eigene Fahrzeug war der Finale auf Basis des Pontiac Fiero.